# The Beatles' Hits
The Beatles' Hits is de tweede ep van de Britse band The Beatles. Het is uitgebracht door Parlophone en verscheen enkel in mono. De ep kwam enkel in het Verenigd Koninkrijk, Australië en Nieuw-Zeeland op de markt.
The Beatles' Hits bestaat uit de drie hitsingles die de band tot dan toe had uitgebracht, plus "Thank You Girl", de B-kant van "From Me to You". De andere twee singles, "Please Please Me" en "Love Me Do", verschenen ook op Please Please Me, het debuutalbum van The Beatles. De ep behaalde de eerste plaats van de Britse hitlijst voor ep's, waar deze drie weken bleef staan.

## Tracks
Alle muziek en teksten zijn geschreven door Lennon-McCartney. 
| Nr. | Titel          | Duur |
| --- | -------------- | ---- |
| 1.  | From Me to You | 1:56 |
| 2.  | Thank You Girl | 2:01 |

| Nr. | Titel            | Duur |
| --- | ---------------- | ---- |
| 1.  | Please Please Me | 2:03 |
| 2.  | Love Me Do       | 2:22 |